# Hintelmann Wissenschaftspreis für Zoologische Systematik
Der R.J.H. Hintelmann Wissenschafts-Preis für Zoologische Systematik war ein Preis für junge Wissenschaftler mit besonderen Leistungen in Zoologischer Systematik.
Die Fördergesellschaft der Zoologischen Staatssammlung München, die „Freunde der Zoologischen Staatssammlung München e.V.“ vergab von 2000 bis 2024 den R.J.H. Hintelmann-Wissenschaftspreis für Zoologische Systematik für herausragende Leistungen auf dem Gebiet der Zoologischen Systematik, Phylogenetik, Faunistik und Biogeographie. Die Preisträger wurden in ihrer wissenschaftlichen Arbeit unterstützt und die Zusammenarbeit mit der Zoologischen Staatssammlung gefördert.
Mit dem Preis wurden junge Zoologen, die noch keine feste Anstellung hatten, gefördert. Der Preis wurde jährlich international ausgeschrieben und jeweils am Anfang des Jahres verliehen. Der Preis war zuletzt mit Euro 5.000,- ausgestattet, die Elisabeth Hintelmann in Erinnerung an ihren Mann Robert J. H. Hintelmann stiftete.
Nach der 25. Vergabe 2024 wurden Einzelheiten der nationalsozialistischen Vergangenheit des Namensgebers bekannt, woraufhin sich der Generaldirektor der Staatlichen Naturwissenschaftlichen Sammlungen Bayerns, Joris Peters, von dem Preis distanzierte. Der Vorstand der Zoologischen Staatssammlung beschloss, den Preis nicht mehr zu vergeben; auch die Stifterin beschloss, den Preis einzustellen.

## Bisherige Preisträger
- 2000: Mark-Oliver Rödel (Würzburg)
- 2001: Mathias Jaschhof (Greifswald)
- 2002: Jörg Spelda (Stuttgart)
- 2003: Michael Balke (Berlin/London)
- 2004: Shen-Horn Yen (Kaoshiung)
- 2005: Verena Häussermann (Huinay, Chile)
- 2006: Vasily V. Grebennikov (Ottawa)
- 2007: Anna Hundsdörfer (Dresden)
- 2008: José M. Padial (Madrid)
- 2009: Katharina C. Wollenberg (Braunschweig)
- 2010: Kristina von Rintelen (Berlin)
- 2011: Marianne Espeland (Stockholm)
- 2012: Joachim Tobias Haug (New Haven (Connecticut))
- 2013: Mark de Bruyn (Bangor (Wales))
- 2014: Fabien Condamine (Paris)
- 2015: Martin Husemann (Halle (Saale))
- 2016: Emmanuel Toussaint (Paris/University of Kansas)
- 2017: Oliver Hawlitschek (München)
- 2018: Alexander S.-J. Suh (Uppsala)
- 2019: Carmelo Andújar (La Laguna)
- 2020: Viktor Baranov (München)
- 2021: Paula Arribas Blázquez (Teneriffa)
- 2022: Josh Jenkins Shaw (Kopenhagen)
- 2023: Brendon E. Boudinot (Davis (Kalifornien))
- 2024: Adrian Richter (Okinawa)